# Peso da Régua
Peso da Régua ('pezu dɐ 'ʁɛgwɐ) , noto anche semplicemente come Régua, è un comune portoghese di 18 832 abitanti situato nel distretto di Vila Real.

## Società

### Evoluzione demografica
| Popolazione di Peso da Régua (1849 – 2004) | Popolazione di Peso da Régua (1849 – 2004) | Popolazione di Peso da Régua (1849 – 2004) | Popolazione di Peso da Régua (1849 – 2004) | Popolazione di Peso da Régua (1849 – 2004) | Popolazione di Peso da Régua (1849 – 2004) | Popolazione di Peso da Régua (1849 – 2004) | Popolazione di Peso da Régua (1849 – 2004) | Popolazione di Peso da Régua (1849 – 2004) |
| ------------------------------------------ | ------------------------------------------ | ------------------------------------------ | ------------------------------------------ | ------------------------------------------ | ------------------------------------------ | ------------------------------------------ | ------------------------------------------ | ------------------------------------------ |
| 1849                                       | 1900                                       | 1930                                       | 1960                                       | 1981                                       | 1991                                       | 2001                                       | 2004                                       |                                            |
| 9202                                       | 18401                                      | 20612                                      | 22634                                      | 22472                                      | 21567                                      | 18832                                      | 17987                                      |                                            |

## Freguesias
- Canelas
- Covelinhas
- Fontelas
- Galafura
- Godim
- Loureiro
- Moura Morta
- Peso da Régua
- Poiares
- Sedielos
- Vilarinho dos Freires
- Vinhós